# ژروم فرناندز
ژروم فرناندز (فرانسوی: Jérôme Fernandez‎؛ زادهٔ ۷ مارس ۱۹۷۷) بازیکن هندبال اهل فرانسه است.
وی همچنین برندهٔ جوایزی همچون لژیون دونور (شوالیه) شده‌است.
از باشگاه‌هایی که در آن بازی کرده‌است می‌توان به باشگاه هندبال بارسلونا و باشگاه فوتبال بارسلونا اشاره کرد.